# Ilie Stoian
Ilie Stoian (n. 5 decembrie 1959, Gratia, România), este un muzician, compozitor, interpret și jurnalist român. Este unul dintre cei mai avangardiști muzicieni rock din România.

## Activitate muzicală
A studiat vioara la clasa profesorului Ion Ciofiac. Între anii 1975-1977 a fost violonist în orchestra de cameră a „Societății Muzica” din București.  În paralel, a înființat grupul Progresiv ABC, debutând în februarie 1976 în Cenaclul Flacăra. Începând cu anul 1977, grupul a activat la Atheneul Tineretului. În anul 1982, grupul și-a încetat activitatea, Ilie Stoian fiind cooptat ca solist permanent într-o formulă de concert alături de Dida Drăgan, Roșu și Negru și actorul Alexandru Basarabeanu, efectuând numeroase și lungi turnee. A colaborat ocazional cu Iris, Holograf, Compact etc. Și-a întrerupt activitatea de scenă în 1987, când a devenit Șef de Producție la Teatrul Mic, dar a revenit în 1996, semnând contracte de producție cu casele Univers și Cardinal. În baza contractelor de producție a beneficiat de acompaniamentul grupurilor Adi Manolovici Group și Voltaj, în seriile de concerte de promovare a albumelor. În 1999, a înființat Fundația Avanguard, organizând concerte de muzică de cameră. 
A fost coautor al muzicii filmului Tinerețe fără bătrânețe și viață fără de moarte (varianta TVR din 1978). A semnat integral: „Leonce și Lena” (Teatrul Dramatic Suceava -1980), „Ediție specială” (musical, Teatrul „Ion Vasilescu” - 1988), „Pierdut în New York” (premiera Teatrul Nottara -1996), „Brâncuși” (Hyperion -1997), „Frontieriștii” (serial documentar TVR - 2000). Din anul 2000 și până în anul 2010, în baza unui contract de exclusivitate, a semnat muzica pentru întreraga producție de filme documentare a Casei "C-Film". A realizat spectacolul de muzică și poezie franceză „Aproape ca la Paris” în 2010, iar anul următor coloana sonoră a dramatizării volumului Poveștile Mariei, semnat de scriitorul Raul Baz.

### Premii și discografie
Cu grupul: Marele Premiu al "Festivalului Tinerilor Muzicieni"-1978, Marele Premiu al Festivalului "București-1978", Marele Premiu al Festivalului "Baladele Dunării"-1978, Locul I în Topul "Săptămâna"-1980.
Individual: Premiul Special de Interpretare "Atheneum"-1977, Premiul Special de Compoziție ATM, pentru partitura spectacolului "Ediție specială"-1988, Nominalizat de revista "VIP" printre "Personalitățile Anului" (1998, pentru albumul "12+1=8" și pentru volumul "Decembrie '89-Criminala capodoperă").
Discografie: "Aflați despre mine" (Univers-1996), "Albă stea" (Cardinal '93-1996), "12+1=8" (Univers-1997), "Bestiar" (Univers-1998), "High-life" (2000), "Oameni de zăpadă" (compilație Roton-1997).
Pentru activitatea editorială: Marca de Aur UGIR 1903 (2000, 2001, 2002, 2003), Medalia de Argint Aniversară a CCIR (2003), Diploma de Onoare ”Larex” (2002).

## Activitate publicistică
În paralel cu activitatea muzicală: 1977-1986: colaborator (sporadic) "Săptămâna culturală a Capitalei"; 1990-1993: redactor "Expres"; 1993-1996: Șef Secție Investigații "Tinerama"; 1996-1999: Publicist comentator "Evenimentul zilei"; 1999-2010: Proprietar al editurilor SIMM Media Prod și SIMM Romania 2000; 2010-prezent: Director Editorial al Agenției InfoGROUP Media; 2016-prezent: (în paralel), Realizator al emisiunilor TV ”Meat.Milk” și ”Casa Verde” pentru postul Agro TV.  2022-prezent: Publicist comentator Cotidianul. Apariții editoriale: "Decembrie '89-Arta diversiunii" (publicistică, ed. Colaj-1993), "Decembrie '89-Criminala capodoperă" (publicistică, ed. "Evex"-1998). 